# Беззубі первинні молі
Беззубі первинні молі (Eriocraniidae) — невелика родина лускокрилих комах. Включає 29 видів. Поширені в Голарктиці.

## Характеристика
Молі цієї родини ведуть денний спосіб життя, літають навесні на світанку та на сонці, іноді зграями навколо дерев-господарів (береза, дуб тощо). Вони іноді виходять на світло і відпочивають на сучках і гілках. Метелики дрібні з довжиною переднього крила 4–7 мм. Позначки на передніх крилах блідо-золотисті або фіолетові, часто плямисті. Самка молі має колючий яйцеклад, і майже безбарвні яйця, які відкладаються в паренхіму листа або в бруньку. Білі або сірі личинки утворюють великі плями на листі, що переплітаються нитками фрасу. Заляльковується у жорсткому шовковистому коконі в ґрунті.